# Musica colta
| Cultura alta                                    | Popular culture cultura di massa, logiche di consumo                                  | Popular culture cultura di massa, logiche di consumo                    | Folclore                   |
| Musica colta avanguardia, concettuale, classica | Popular music                                                                         | Popular music                                                           | Musica tradizionale-etnica |
| Musica colta avanguardia, concettuale, classica | Rock collegato alla tradizione blues, controculturale, underground anche sperimentale | Pop mainstream di facile ascolto dipendente dall'industria discografica | Musica tradizionale-etnica |

Con le espressioni musica colta, seria, d'arte, dotta e aulica  ci si riferisce a tutte quelle tradizioni musicali che implicano avanzate considerazioni strutturali e teoriche e che siano inscrivibili in una tradizione musicale scritta.

## Descrizione
Se l'approccio dei primi musicologi, fra tutti Theodor Adorno, tendeva a considerare la musica colta come tendenzialmente elitaria, asserendo la superiorità di questa su tutte le altre forme musicali, molti musicologi moderni di estrazione etnomusicologica mettono in discussione tale nozione di superiorità. In un recente convegno internazionale di musicologia, dedicato al rapporto fra musica e globalizzazione, alcuni etnomusicologi come Jean During hanno sostenuto fortemente la tesi che, a prescindere dalla tecnologia o dalla difficoltà della musica, ogni tradizione musicale ha la stessa dignità e nessuna può arrogarsi uno status di superiorità sulle altre. Proprio su questo tema, è da notare come molti compositori hanno preso ispirazione dalla musica folclorica, talvolta anche profondamente influenzati da tradizioni regionali di musica extra-europea. La distinzione fra musica folclorica e musica colta non è infatti così netta, tanto più nelle loro manifestazioni del tardo XX secolo.

### Definizione
Il termine musica colta si riferisce principalmente alle musiche di tradizione classica, includendo in questo genere forme musicali sia della musica contemporanea che di quella classica storicizzata. Forme differenti di musica colta si sono sviluppate in diverse parti del mondo, raggruppando stili che concentrano l'attenzione alla forma stilistica e invitano alla decostruzione tecnica, dettagliata e critica, richiedendo una particolare attenzione dell'ascoltatore. In Occidente la musica colta è caratterizzata dalla tradizione musicale scritta, preservata da forme di notazione musicale e opposta alla musica trasmessa oralmente (musica folclorica) o alla musica trasmessa con mezzi di produzione industriale, quali carta stampata o registrazioni (popular music).
Storicamente, gran parte della musica colta occidentale è stata scritta con l'utilizzo delle forme di notazione musicale evolutesi in Europa dal Rinascimento in poi, che arrivarono al loro pieno compimento nel periodo del Romanticismo. L'identità di un'"opera" o di una "composizione" di musica colta è quindi generalmente definita più dalla sua versione annotata che dalle particolarità di esecuzione. Questa concezione è applicabile in modo particolare nel caso della musica classica occidentale, mentre la musica classica indiana si basa su considerazioni teoretiche e strutturali di trattati datati tra il 200 a.C. ed il 200 d.C., come il Nātyaśāstra di Bharata. Alcuni compositori di musica contemporanea, come Olivier Messiaen, lavorarono sulle strutture ritmiche indiane per raggiungere più sofisticate composizioni ritmiche. In alcune forme occidentali moderne o sperimentali la scrittura musicale può partire da comuni convenzioni di notazione o usare anche una gran varietà di nuovi tipi di scrittura per facilitare la natura esplorativa di queste nuove forme di musica. Alcune tradizioni culturali della musica colta, infine, fanno invece riferimento a tradizioni orali.
L'espressione è oggi usata da musicologi e studiosi perlopiù in relazione alla tradizione della musica classica occidentale, come in Susan McClary, Lawrence Kramer, Theodor Adorno, Deryck Cooke, Joseph Swain, Nicholas Cook, Nicola Dibben Philip Tagg, Gregory Booth e Terry Lee Kuhn.
Molti di questi autori tendono comunque a essere prudenti verso alcune implicazioni di questo metodo di classificazione, rigettando le tendenze di elitarismo sociale a cui è spesso associato. La scrittrice e musicista Catherine Schmidt-Jones, invece, definisce la musica colta come "una musica che per essere apprezzata, richiede un lavoro molto maggiore da parte dell'ascoltatore, di quanto generalmente non ne richieda la popular music". Nella sua visione "questa [definizione di musica colta] può includere una vasta tipologia di jazz e di rock, tanto quanto la musica classica".